# Talana
Talana (sardinsky: Talàna) je italská obec (comune) v provincii Nuoro v regionu Sardinie. Nachází se ve výšce 682 metrů nad mořem a má 954 obyvatel. Rozloha obce je 118,68 km².